# Перис (округ Грант, Вісконсин)
Перис (англ. Paris) — місто (англ. town) в США, в окрузі Грант штату Вісконсин. Населення — 655 осіб (2020).

## Демографія
Згідно з переписом 2010 року, у місті мешкали 702 особи в 263 домогосподарствах у складі 208 родин. Було 283 помешкання
Расовий склад населення:
| - 97,7 % — білих - 1,6 % — азіатів - 0,4 % — корінних американців - 0,1 % — чорних або афроамериканців |

До двох чи більше рас належало 0,1 %. Частка іспаномовних становила 1,1 % від усіх жителів.
За віковим діапазоном населення розподілялося таким чином: 24,2 % — особи молодші 18 років, 64,4 % — особи у віці 18—64 років, 11,4 % — особи у віці 65 років та старші. Медіана віку мешканця становила 42,3 року. На 100 осіб жіночої статі у місті припадало 104,1 чоловіків;  на 100 жінок у віці від 18 років та старших — 103,8 чоловіків також старших 18 років.
Середній дохід на одне домашнє господарство  становив 89 159 доларів США (медіана — 71 563), а середній дохід на одну сім'ю — 99 541 долар (медіана — 79 375). Медіана доходів становила 52 188 доларів для чоловіків та 37 361 долар для жінок. За межею бідності перебувало 3,6 % осіб, у тому числі 3,8 % дітей у віці до 18 років та 6,3 % осіб у віці 65 років та старших.
Цивільне працевлаштоване населення становило 366 осіб. Основні галузі зайнятості: освіта, охорона здоров'я та соціальна допомога — 23,2 %, роздрібна торгівля — 18,6 %, виробництво — 12,8 %, сільське господарство, лісництво, риболовля — 10,9 %.